# Pałac Niepodległości w Mińsku
Pałac Niepodległości w Mińsku (biał. Палац Незалежнасцi) – pałac znajdujący się w stolicy Białorusi przy Prospekcie Zwycięzców, wybudowany w latach 2011–2013.
7 maja 2013 roku prezydent Białorusi, Alaksandr Łukaszenka powiedział, że Pałac Niepodległości w połączeniu z Placem Flagi Państwowej podkreśli nienaruszalność białoruskiej państwowości i niepodległości. W Pałacu odbywają się ważne wydarzenia publiczne takie jak składania listów uwierzytelniających przez zagranicznych ambasadorów czy goszczenie szefów państw odwiedzających Republikę Białorusi. W październiku 2013 roku Alaksandr Łukaszenka zapowiedział, że budynek będzie otwarty dla zwiedzających, jednak pałac nie został udostępniony turystom i odkąd został oddany do użytku, jest pilnowany przez straż.
Pałac ma kilkaset pomieszczeń o łącznej powierzchni 50 tysięcy metrów kwadratowych i jest orientowany.
Pierwszym oficjalnym spotkaniem w Pałacu Niepodległości było spotkanie Najwyższej Euroazjatyckiej Rady Gospodarczej 24 października 2013 roku. Następnego dnia odbyło się spotkanie rady szefów państw członkowskich Wspólnoty Niepodległych Państw. 25 lutego 2014 roku Alaksandr Łukaszenka wręczył trzykrotnej złotej medalistce igrzysk w Soczi, Darji Domraczawej, tytuł Bohatera Białorusi.
26 sierpnia 2014 roku w Pałacu Niepodległości odbyło się spotkanie Rosji, Ukrainy, Białorusi, Kazachstanu oraz Unii Europejskiej związane z wojną w Donbasie. 12 lutego 2015 roku w pałacu ogłoszono przyjęcie postanowień porozumienia zwanego Mińsk II, które przewidywało wycofanie ciężkiego sprzętu z linii frontu, uwolnienie jeńców wojennych i reformę konstytucyjną na Ukrainie.